# Magická kyselina
Magická kyselina (FSO3H·SbF5) je superkyselina složená ze směsi kyseliny fluorosírové (HSO3F) a fluoridu antimoničného (SbF5) nejčastěji v molárním poměru 1:1. Tento konjugovaný Brønstedův-Lewisův superkyselý systém byl vyvinut v 60. letech 20. století v laboratoři George Olaha na Case Western Reserve University a byl využit ke stabilizaci karbokationtů a hyperkoordinovaných karboniových iontů v kapalném prostředí. Magická kyselina a další superkyseliny jsou také využívány ke katalýze izomerizace nasycených uhlovodíků a bylo prokázáno, že protonují i slabé zásady včetně methanu, xenonu, halogenů a molekulárního vodíku.

## Historie
Pojem superkyselina (anglicky superacid) byl poprvé použit v roce 1927, kdy James Bryant Conant zjistil, že kyselina chloristá může protonovat ketony a aldehydy za vzniku solí v nevodném roztoku. Pojem byl později zaveden Ronaldem Gillespie, kdy Conant zkombinoval kyselinu sírovou s kyselinou fluorosírovou a zjistil, že roztok je více než miliónkrát kyselejší než samotná kyselina sírová. Magická kyselina byla připravena v 60. letech 20. století Georgem Olahem a byla využita ke studiu stabilních karbokationtů. Gillespie využil kyselinu k vytvoření elektronově deficitních anorganických kationtů. Název magická kyselina vzniknul po vánočním večírku v roce 1966, kdy člen Olahovy laboratoře vložil do kyseliny parafínovou svíčku a zjistil, že se poměrně rychle rozpouští. Studium roztoku pomocí 1H-NMR ukázalo terc-butylový kation, což naznačuje, že došlo k rozštěpení parafínového řetězce, který tvoří vosk, a následné izomerizaci na relativně stabilní terciární karbokationt. Název magická kyselina (anglicky Magic acid) se objevil v práci publikované Olahovou laboratoří.

## Vlastnosti

### Struktura
Molární poměr 1:1 kyseliny fluorosírové a fluoridu antimoničného nejlépe generuje karboniové ionty. Když je poměr fluoridu antimoničného ku kyselině fluorosírové menší než 0,2 jsou v roztoku nejvýraznější následující dvě rovnováhy stanovené pomocí 19F NMR spektroskopie:
Na výše uvedeném obrázku představuje rovnováha I 80 % dat z NMR, zatímco rovnováha II představuje asi 20 % dat z NMR. Při zvyšování poměru fluoridu antimoničného ku kyselině fluorosírové z 0,4 na 1,4 se objevují nové NMR signály a jejich intenzita se zvyšuje se zvyšujícími se koncentracemi fluoridu antimoničného. Kvůli rostoucí viskozitě kapalného systému se snižuje i rozlišovací schopnost signálů.

### Síla
Všechny kyseliny které jsou kyselejší než 100% kyselina sírová se považují za superkyseliny a vyznačují se nízkými hodnotami Hammettovy kyselostní funkce. Například kyselina sírová má Hammettovu kyselostní funkci H0 = -12, kyselina chloristá má Hammettovu kyselostní funkci H0 = -13 a magická kyselina s poměrem 1:1 fluoridu antimoničného ku kyselině fluorosírové má Hammettovu kyselostní funkci H0 = -23. Kyselina fluoroantimoničná je nejsilnější známou supekyselinou a dosahuje extrapolovaných hodnot H0 až -28.

## Využití

### Pozorování stabilních karbokationtů
Magická kyselina má nízkou nukleofilitu, což umožňuje zvýšenou stabilitu karbokationtů v roztoku. V prostředí kyseliny lze pozorovat trojmocné karbokationty, které jsou planární a sp2-hybridizované. Protože atom uhlíku je obklopen pouze šesti elektrony, je vysoce elektronově deficitní a elektrofilní. Lze je snadno popsat Lewisovým vzorcem, protože obsahují pouze jednoduché vazby na sousední atomy uhlíku. Mnoho terciárních cykloalkylových kationtů může vznikat také v superkyselých roztocích. Jedním z takových příkladů je 1-methyl-1-cyklopentylový kationt, který vzniká z cyklopentanového i cyklohexanového prekurzoru. V případě cyklohexanu vzniká cyklopentylový kation izomerací sekundárního karbokationtu na terciární, který je stabilnější.
S rozšířením používání magické kyseliny byly objeveny i více koordinované karbokationty. Pětikoordinované karbokationy, označované také jako neklasické ionty, nelze popsat pouze pomocí dvouelektronových vazeb se dvěma centry a místo toho vyžadují dvouelektronové vazby se třemi (nebo více) centry. V těchto iontech jsou dva elektrony delokalizovány na více než dva atomy, což způsobuje, že tato vazebná centra jsou natolik elektronově deficitní, že umožňují nasyceným alkanům účastnit se elektrofilních reakcí. Objev hyperkoordinovaných karbokationtů podnítil v 50. a 60. letech 20. století spor o neklasické ionty. Vzhledem k pomalému časovému rozsahu 1H-NMR by rychle se vyrovnávající kladné náboje na atomech vodíku pravděpodobně nebyly odhaleny. Ke zkoumání systémů můstkových karbokationtů však byla použita infračervená spektroskopie, Ramanova spektroskopie a 13C NMR. Kontroverzní norbornylový kationt byl pozorován v několika médiích, mimo jiné v magické kyselině.
Můstkový atom uhlíku methylenu je pětikoordinovaný se třemi dvouelektronovými vazbami se dvěma středy a jednou dvouelektronovou vazbou se třemi středy se zbývajícím orbitalem sp3.

### Reakce s alkany
Magická kyselina je schopná protonovat alkany. Například methan reaguje za vzniku iontu methania (CH +
5 ) při teplotě 140 °C a atmosférického tlaku, ačkoli jako vedlejší produkty vznikají i některé uhlovodíkové ionty s vyšší molekulovou hmotností. Dalším vedlejším produktem reakce je plynný vodík.
Bylo prokázáno, že v přítomnosti FSO3D namísto FSO3H methan vyměňuje atomy vodíku za atomy deuteria a místo H2 se uvolňuje HD. To je důkazem toho, že v těchto reakcích je methan skutečně bází a může přijmout proton z kyselého prostředí za vzniku CH +
5 . Tento iont je pak deprotonován, což vysvětluje výměnu vodíku, nebo ztrácí molekulu vodíku za vzniku CH +
3 . Ten je poměrně reaktivní a může poskytnout několik nových karbokationtů, jak je uvedeno níže:
Větší alkany, jako je ethan, jsou také reaktivní v magické kyselině a oba vyměňují atomy vodíku a kondenzují za vzniku větších karbokationtů, jako je protonovaný neopentan. Tento iont se pak při vyšších teplotách štěpí a při nižších teplotách reaguje za uvolnění plynného vodíku a tvoří t-amylový kation.
V této souvislosti George Olah navrhuje, abychom nepovažovali názvy "alkan" a "parafín" za synonyma. Slovo "parafín" je odvozeno z latinského "parum affinis", což znamená "postrádající affinitu". Říká: "Toto doporučení však vyslovujeme s jistou nostalgií, protože "inertní plyny" si alespoň zachovaly svou "ušlechtilost", když se projevila jejich chemická reaktivita, ale odkazovat na "ušlechtilé uhlovodíky" by se zdálo být nevhodné."

### Katalýza s hydroperoxidy
Magická kyselina katalyzuje reakce terciárních hydroperoxidů a terciárních alkoholů. Povaha experimentů použitých k určení mechanismu, konkrétně skutečnost, že probíhaly v superkyselém prostředí, umožnila pozorování vznikajících karbokationtů jako meziproduktů. Bylo zjištěno, že mechanismus závisí na množství použité magické kyseliny. V blízkosti molární ekvivalence je pozorováno pouze štěpení vazby O–O, ale s přebytkem magické kyseliny se štěpí spíše vazba C–O než O–O. Přebytek kyseliny pravděpodobně deaktivuje peroxid vodíku vzniklý při heterolýze C–O.
Magická kyselina rovněž katalyzuje elektrofilní hydroxylaci aromatických sloučenin peroxidem vodíku, což vede k přípravě monohydroxylovaných produktů s vysokým výtěžkem. Fenoly existují jako zcela protonované formy v roztocích superkyselin a když jsou produkovány v reakci, jsou následně deaktivovány vůči dalšímu elektrofilnímu ataku. Protonovaný peroxid vodíku je aktivní hydroxylační činidlo.

### Katalýza s ozonem
Oxygenace alkanů může výt katalyzovaná roztokem magické kyseliny v přítomnosti ozonu. Mechanismus je podobný jako u protolýzy alkanů, kdy dochází k elektrofilní inzerci do jednotlivých σ vazeb alkanu. Přechodný stav komplexu uhlovodík-ozon má podobu penta-koordinovaného iontu.
Alkoholy, ketony a aldehydy se jsou rovněž oxygenovány elektrofilní inzercí.

## Bezpečnost
Stejně jako u všech silných kyselin, zejména u superkyselin, je třeba používat vhodné ochranné pomůcky. Kromě rukavic a ochranných brýlí se doporučuje používat také obličejový štít a celoobličejový respirátor. Kyselina magická je vysoce toxická při požití a vdechnutí, způsobuje těžké popáleniny kůže a očí a je toxická pro vodní organismy.